# 袋田バイパス
袋田バイパス（ふくろだバイパス）は、茨城県久慈郡大子町内を通る国道118号のバイパスである。

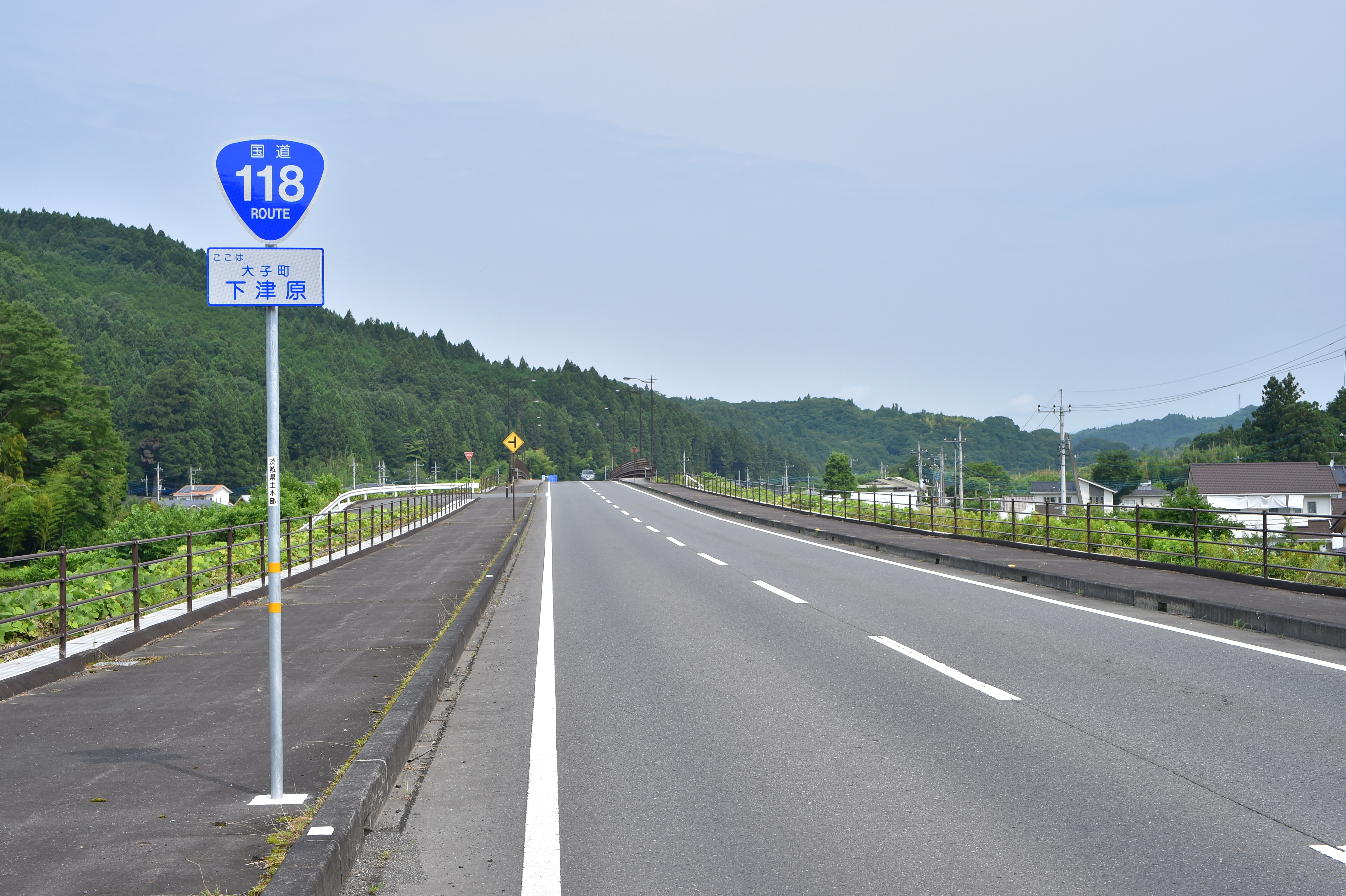
国道118号袋田バイパス・茨城県大子町下津原（2024年7月）

## 概要
国道118号の大子町袋田地内の現道の線形不良および、特に観光シーズン時の袋田の滝方面に向かう右折車を要因とする交通渋滞の解消を目的として計画され、1990年度（平成2年度）より事業化された。全体の計画延長は3.56 kmで、車道部の幅員は6.5 m（2車線）である。用地買収の難航などにより一部区間（起点寄り約0.7 km及び終点寄り約0.7 km）のみの供用となっていたが、2012年（平成24年）6月29日に新昭和橋を含む約0.5 kmが開通しバイパス南側の約1.2 kmが供用となり、町道を介して茨城県道324号袋田停車場四度ノ滝線に接続。2023年（令和5年）12月に現道までの区間が開通、全線開通した。

### 路線データ
- 起点：茨城県久慈郡大子町大字袋田
- 終点：茨城県久慈郡大子町大字北田気
- 全長：3.560 km[1]
- 道路規格：第3種2級C交通[1]
- 道路幅員：13−15 m[1]
- 車線数：2車線[1]
- 車道幅員：3.25 m×2（上下線）[1]
- 歩道幅員
  - 標準部：0.75 m×2（上下線）[1]
  - 橋梁部：0.5 m×2（上下線）[1]

## 沿革
- 1990年度（平成2年度）：事業化。
- 1991年度（平成3年度）：用地買収に着手。
- 1992年度（平成4年度）：着工。
- 2004年（平成16年）1月29日：久慈郡大子町大字袋田 - 大字北田気までバイパスの一部区間（1.008 km）道路区域が決定する[2]。
- 2005年（平成17年）8月4日：バイパス区間を2.612 kmまで延伸して道路区域を変更再指定[3]。
- 2012年（平成24年）6月29日：大子町下津原 - 大子町袋田間（0.5 km）供用開始[4]。
- 2019年（令和元年）7月10日：大子町大字袋田 - 同町大字南田気間（0.3 km）を供用開始[5]。
- 2022年（令和4年）11月15日：久慈郡大子町大字南田気地内で部分供用開始[6]。
- 2023年（令和5年）12月2日：久慈郡大子町大字南田気 - 北田気間延長1.3 kmが供用開始し、全線開通[7][8]。

## 道路施設
久慈川が蛇行する区域をバイパスするため、久慈川を越えるための橋梁が複数建設される。
- 下津原橋（久慈川、大子町袋田 - 下津原）
- 下津原跨線橋（JR水郡線、大子町下津原）
- 新昭和橋（久慈川、大子町下津原 - 袋田）
- 南田気大橋（久慈川、大子町袋田 - 南田気）
- 南田気跨線橋（JR水郡線）
- 北田気大橋（久慈川、大子町南田気 - 北田気）

## 主な接続道路
- 県道袋田停車場四度ノ滝線
- 国道461号